# میدوز (فلوریدا)
میدوز (به انگلیسی: The Meadows) یک منطقهٔ مسکونی در ایالات متحده آمریکا است که در شهرستان ساراسوتا، فلوریدا واقع شده‌است. میدوز ۶٫۰ کیلومتر مربع مساحت و ۳٬۹۹۴ نفر جمعیت دارد و ۸ متر بالاتر از سطح دریا واقع شده‌است.